# MCN 영화채널
MCN 영화채널은 2002년에 개국한 영화채널이었다. 그러나  머니투데이가 2007년 11월 22일 지분 80%를 인수했고 다음 해인 2008년 9월  채널 변경 신청을 승인받아 MTN이 되었다.